# Ion Ansotegi
Ion Ansotegi Gorostola (Berriatúa, Vizcaya, País Vasco, 13 de julio de 1982) es un exfutbolista español que jugaba de defensa central. Actualmente es asistente técnico de Imanol Alguacil en la Real Sociedad de Fútbol de Primera División de España. 
Formado en la cantera de la SD Eibar, realizó sin embargo la mayor parte de su carrera profesional en la Real Sociedad de Fútbol, equipo que le fichó procedente del Eibar con 21 años de edad y cuya disciplina abandonó en 2016, para volver a su club de origen, ya con 33 años y medio. Estuvo más de 10 temporadas en el primer equipo de la Real Sociedad en las que tuvo un protagonismo variable, siendo un jugador suplente en algunas de estas temporadas.
Ansotegi llegó a disputar 224 partidos oficiales con la Real Sociedad a lo largo de 11 temporadas, a jugar 132 encuentros en la Primera división española y a participar en Liga de Campeones. Su labor fue especialmente importante entre 2009 y 2011, cuando dirigido por Martín Lasarte, fue uno de los centrales titulares del equipo realista que obtuvo el ascenso a Primera división y consiguió en la temporada siguiente mantener la categoría. 
Tras jugar media campaña en la SD Eibar, el jugador acabó su carrera jugando una última campaña en el RCD Mallorca, en Segunda división. Al fin de la temporada 2016-17, el jugador anunció su retirada como futbolista profesional en vísperas de cumplir 35 años de edad y poco después se integró en el organigrama técnico de la Real Sociedad como uno de los coordinadores del fútbol de formación.

## Trayectoria

### Inicios
Ion Ansotegi se formó en la cantera de la SD Eibar. Llegó a militar en el filial eibartarra, el Eibar B, en la temporada 2001-2002, entrenado por Manix Mandiola, en Segunda B. Incluso llegó a debutar en el primer equipo azulgrana dirigido por Blas Ziarreta, en un partido en el campo del Xerez en Segunda A, disputado el 10 de marzo de 2002. Sin embargo el club armero lo cedió al Barakaldo CF en la temporada 2002-2003, antes de ser fichado por la Real Sociedad para jugar inicialmente en el filial en Segunda B.

### Real Sociedad
En la temporada 2005-06, José María Amorrortu lo convocó para un partido en Mestalla debido a las bajas que tenía en defensa, pero no pudo jugar al tener más de 23 años, ya que imperaba una norma que le habría impedido volver a jugar con la Real Sociedad B. Su estreno llegó meses después, el 22 de enero de 2006, en un derbi en Anoeta ante el Athletic que finalizó 3:3 con un gol en el último minuto de Andoni Iraola.

#### Temporada 2009/10
La temporada 2009-10 fue en la que el defensa central tuvo un gran protagonismo en la Real Sociedad. Titular del equipo campeón de la Segunda División, autor de 4 goles y candidato al mejor defensa de la categoría. 

#### Temporada 2010/11
Con el regreso de la Real a Primera División la temporada 2010-11, Ansotegi siguió siendo titular.

#### Temporada 2011/12
En la temporada 2011-12 el jugador perdió protagonismo. De ser titular casi indiscutido pasó a ser la cuarta opción para dos puestos en el centro de la defensa, por lo que apenas disfrutó de minutos, salvo en los últimos partidos del campeonato en los que la lesión de Íñigo Martínez, le devolvió a la titularidad en algunos encuentros. 

#### Temporada 2012/13
En la temporada 2012-2013, Ansotegi, comenzó como titular los tres primeros partidos debido a la lesión de Íñigo Martínez. Tras la reaparición de Martínez, no volvería a formar parte del once titular hasta la jornada 19, contra el RC Deportivo de La Coruña debido a las bajas obligadas de Íñigo Martínez y Mikel González por sanción. Ante esta situación la temporada fue parecida a la anterior. 
El día 1 de junio de 2013,  Real consiguió con Ansotegi una histórica clasificación para la Champions League En esta temporada apenas contó para el equipo.

#### Temporada 2013/14
Para la nueva temporada, el papel de Ansotegi cambió completamente respecto al de las dos campañas anteriores.
Comenzó la temporada como titular debido a la lesión de Mikel González, aunque cuando reapareció este, se vio relegado a la suplencia. Sin embargo Jagoba Arrasate confío de nuevo en Ansotegi. Ansotegi anotó goles de cabeza en los partidos ante el CA Osasuna y el Real Betis. Desde ese momento, Ansotegi se volvió a hacer con la titularidad tras dos campañas casi en blanco.
En la segunda vuelta de competición alternó la titularidad con Mikel González, llegando a jugar 23 partidos de Liga al final de la temporada y anotando dos goles.

#### Temporada 2014/15
En el comiento de la nueva temporada Ansotegi acabó como el jugador que más minutos jugó en pretemporada. Una lesión en el último partido amistoso ante la SD Eibar, le haría perderse el inicio de la Liga. Cuando se recuperó empezó en el banquillo al estar ocupado por Gorka Elustondo el puesto de defensa central derecho.
Tras la destitución de Jagoba Arrasate y la llegada del ex del Manchester United, David Moyes, Ansotegi recuperó su puesto de titular en la zaga, ya totalmente recuperado de sus lesiones de pretemporada. Finalmente acaba con un total de 19 partidos y al finalizar la campaña se le renueva por una temporada más.

#### Temporada 2015/16
La llegada de Diego Reyes, lo alejó de la titularidad, pasando a ser ahora el quinto central, incluso por detrás de Mikel González y del joven Aritz Elustondo. 

### SD Eibar
El 1 de febrero de 2016, en el último día de mercado de fichajes de invierno, Ansotegi rescinde su contrato con la Real - tras diez temporadas en la primera plantilla - ante la falta de minutos. Horas después, se confirma su fichaje por la SD Eibar, con la que ya jugó en categorías inferiores. Su debut con el primer equipo del Eibar se produjo el 14 de febrero ante el Levante con una victoria por 2-0.

## RCD Mallorca
El RCD Mallorca confirma el 3 de julio de 2016 su nuevo fichaje. que es el de este central para subir de nuevo a la categoría de oro español, La Liga.

## Clubes
| Club            | País   | Año         |
| --------------- | ------ | ----------- |
| Eibar B         | España | 2001 - 2002 |
| Barakaldo       | España | 2002 - 2003 |
| Real Sociedad B | España | 2003 - 2006 |
| Real Sociedad   | España | 2006 - 2016 |
| S.D.Eibar       | España | 2016        |
| Mallorca        | España | 2016 -2017  |

## Estadísticas[6]
| Temporada                | Club                     | Categoría                | Liga  | Liga  | Copa  | Copa  | Europa | Europa | Total | Total |
| Temporada                | Club                     | Categoría                | Part. | Goles | Part. | Goles | Part.  | Goles  | Part. | Goles |
| ------------------------ | ------------------------ | ------------------------ | ----- | ----- | ----- | ----- | ------ | ------ | ----- | ----- |
| 2000/01                  | Eibar B                  | Segunda División B       | 9     | 0     | -     | -     | -      | -      | 9     | 0     |
| 2001/02                  | Eibar B                  | Segunda División B       | 35    | 1     | -     | -     | -      | -      | 35    | 1     |
| 2001/02                  | Eibar                    | Segunda División         | 1     | 0     | -     | -     | -      | -      | 1     | 0     |
| 2002/03                  | Barakaldo CF             | Segunda División B       | 17    | 2     | 1     | 0     | -      | -      | 18    | 2     |
| 2003/04                  | Real Sociedad B          | Segunda División B       | 27    | 2     | -     | -     | -      | -      | 27    | 2     |
| 2004/05                  | Real Sociedad B          | Segunda División B       | 34    | 1     | -     | -     | -      | -      | 34    | 1     |
| 2005/06                  | Real Sociedad B          | Segunda División B       | 18    | 0     | -     | -     | -      | -      | 18    | 0     |
| 2005/06                  | Real Sociedad            | Primera División         | 13    | 1     | -     | -     | -      | -      | 13    | 1     |
| 2006/07                  | Real Sociedad            | Primera División         | 20    | 2     | 1     | 0     | -      | -      | 21    | 2     |
| 2007/08                  | Real Sociedad            | Segunda División         | 18    | 0     | 1     | 0     | -      | -      | 19    | 0     |
| 2008/09                  | Real Sociedad            | Segunda División         | 26    | 1     | 1     | 0     | -      | -      | 27    | 1     |
| 2009/10                  | Real Sociedad            | Segunda División         | 40    | 4     | 1     | 0     | -      | -      | 41    | 4     |
| 2010/11                  | Real Sociedad            | Primera División         | 32    | 1     | 1     | 0     | -      | -      | 33    | 1     |
| 2011/12                  | Real Sociedad            | Primera División         | 9     | 0     | 1     | 0     | -      | -      | 10    | 0     |
| 2012/13                  | Real Sociedad            | Primera División         | 7     | 0     | 1     | 0     | -      | -      | 8     | 0     |
| 2013/14                  | Real Sociedad            | Primera División         | 24    | 2     | 4     | 0     | 3      | 0      | 31    | 2     |
| 2014/15                  | Real Sociedad            | Primera División         | 19    | 0     | 2     | 0     | 0      | 0      | 21    | 0     |
| 2015/16                  | Real Sociedad            | Primera División         | 0     | 0     | 2     | 0     | -      | -      | 2     | 0     |
| 2015/16                  | SD Eibar                 | Primera División         | 8     | 0     | -     | -     | -      | -      | 8     | 0     |
| 2015/16                  | RCD Mallorca             | Segunda División         | 21    | 2     | 1     | 0     | -      | -      | 22    | 2     |
| Total Real Sociedad      | Total Real Sociedad      | Total Real Sociedad      | 208   | 11    | 15    | 0     | 3      | 0      | 226   | 11    |
| Total carrera 1ªDivisión | Total carrera 1ªDivisión | Total carrera 1ªDivisión | 132   | 6     | 17    | 0     | 3      | 0      | 152   | 6     |
| Total carrera            | Total carrera            | Total carrera            | 378   | 19    | 17    | 0     | 3      | 0      | 398   | 19    |